# 刘余谟
劉餘謨（？—？），字潛柱，直隸安庆府怀宁人，明末清初官員。

## 生平
劉若宰之侄。崇祯十五年（1642年）壬午科應天鄉試，崇禎十六年（1643年）聯捷癸未科進士。授庶吉士。李自成破北京，留館。不久降清，繼續留任原職，上疏“垦荒兴屯疏”稱湖广“弥望千里，绝无人烟”。官至刑科右給事中。
順治十一年（1654年）三月爆發陳名夏案，初三日劉余謨、御史陳秉彝替名夏緩頰，雙方爭執不下。劉餘謨喋喋不休，帝為之大怒，下令將余謨革職。

## 家族
曾祖劉釗。祖父劉尚志。父劉若寅。